# Victor Kraatz
Victor Kraatz (West-Berlijn, 7 april 1971) is een Canadees voormalig kunstschaatser. Hij nam met zijn schaatspartner Shae-Lynn Bourne deel aan drie edities van de Olympische Winterspelen: Lillehammer 1994, Nagano 1998 en Salt Lake City 2002.

## Biografie
Kraatz werd geboren in West-Duitsland, maar groeide op in Zwitserland. Op zijn vijftiende verhuisde hij naar de Canadese stad Vancouver. Hij begon in 1980 met kunstschaatsen. In Zwitserland schaatste hij met Analisa Beltrami; later was Taryn O'Neill zijn schaatspartner bij het ijsdansen. Sinds 1991 schaatste Kraatz, die eerst niets in een samenwerking zag, met Shae-Lynn Bourne.
Al spoedig ging hij overstag en het paar behaalde veelbelovende resultaten. Bourne en Kraatz werden tien keer Canadees kampioen. In 1999, 2001 en 2003 veroverden ze goud bij de viercontinentenkampioenschappen. Als eerste Noord-Amerikaans paar werden ze in 2003 ook wereldkampioen bij het ijsdansen. Ze namen drie keer deel aan de Olympische Winterspelen; Bourne en Kraatz eindigden als 10e in 1994 en als 4e in 1998 en in 2002. In 2003 beëindigden ze de samenwerking. Kraatz huwde in 2004 met de Finse kunstschaatsster Maikki Uotila. Ze hebben samen twee zoons, geboren in 2006 en 2010.

## Belangrijke resultaten
1991-2003 met Shae-Lynn Bourne
| Kampioenschap                | 92/93 | 93/94 | 94/95 | 95/96 | 96/97 | 97/98 | 98/99  |  | 00/01 | 01/02  | 02/03 |
| ---------------------------- | ----- | ----- | ----- | ----- | ----- | ----- | ------ |  | ----- | ------ | ----- |
| Olympische Spelen            |       | 10e   |       |       |       | 4e    |        |  |       | 4e     |       |
| Wereldkampioenschap          | 14e   | 6e    | 4e    | Brons | Brons | Brons | Brons  |  | 4e    | Zilver | Goud  |
| Viercontinentenkampioenschap |       |       |       |       |       |       | Goud   |  | Goud  |        | Goud  |
| Grand Prix-finale            |       |       |       |       | 4e    | Goud  | Zilver |  | 5e    | Goud   |       |
| Nationaal kampioenschap      | Goud  | Goud  | Goud  | Goud  | Goud  | Goud  | Goud   |  | Goud  | Goud   | Goud  |